# 微凹膜叶铁角蕨
微凹膜叶铁角蕨（学名：Asplenium retusulum）为铁角蕨科膜叶铁角蕨属下的一个种。